# Clima Quente
"Clima Quente" é uma canção dos cantores brasileiros Pabllo Vittar e Jerry Smith, contida no terceiro álbum de estúdio de Vittar, 111 (2020). A faixa foi lançada como primeiro single do álbum em 1 de março de 2020, através da Sony Music Brasil. Foi música-tema da campanha da Coca-Cola.

## Composição
Musicalmente, "Clima Quente" e derivada do gênero brega funk. Foi composta por Maffalda, Weber, Pablo Bispo, Pabllo Vittar, Zabu, e Gorky.

## Videoclipe
O videoclipe foi dirigido por Jacques Dequeker e foi lançado exclusivamente em 20 de fevereiro de 2020, e sendo disponibilizado em 1 de março de 2020.

## Créditos da canção
Créditos adaptado do Tidal.
- Pabllo Vittar - vocal
- Jerry Smith - vocal
- Maffalda - composição
- Weber - composição
- Gorky - composição
- Arthur Marques - composição
- Pablo Bispo - composição